# Gertrud Kleinhempel
Gertrud Kleinhempel (* 25. Dezember 1875 in Leipzig; † 29. Februar 1948 in Althagen) war eine deutsche Künstlerin und Designerin.

## Leben
Gertrud Kleinhempel wurde als jüngstes Kind und einzige Tochter des Ehepaars Friedrich Herrmann und Amalie Auguste in Leipzig geboren. Der Vater war als Zollassistent tätig. Gertrud Kleinhempel wurde in Dresden zur Kunststickerin und Zeichenlehrerin ausgebildet. Sie besuchte die Zeichenschule des Frauengewerbevereins in Dresden und absolvierte 1894 die Prüfung als Zeichenlehrerin. Ab 1895 studierte sie an der Damenakademie der Zeichenschule des Münchner Künstlerinnenvereins bei Ludwig Schmidt-Reutte und war dort bis ca. 1898 als kunstgewerbliche Zeichnerin und Illustratorin tätig.  

## Werke

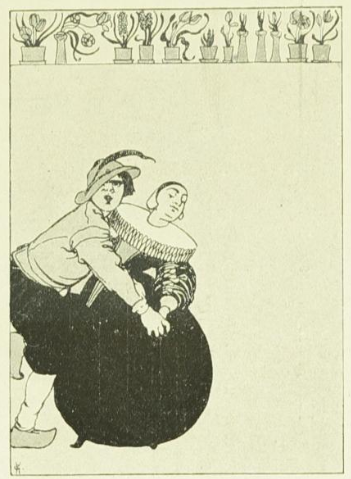
Plakatrahmen für ein Festprogramm (1899)

Ab 1898 wirkte sie in Dresden als Möbel-, Schmuck- und Textilgestalterin, u. a. für die Deutsche Werkstätten Hellerau von Karl Schmidt-Hellerau, für die Vereinigten Werkstätten für Kunst und Handwerk in München und für die Werkstätten für deutschen Hausrat von Theophil Müller in Dresden-Striesen. Die weiblich besetzten Bereiche Kunstgewerbe, Textil oder Tapeten sowie frühe Entwürfe für Möbel- und Gebrauchsgegenstände, wurden von den Designerinnen mit Feingefühl für Proportion, Konstruktion und Material gestaltet. Die Designerinnen stellen mit der exzellente Qualität ihrer Arbeiten ein zentrales Kapitel deutscher Designgeschichte dar. 
Diese Häuser zielten auf eine umfassende Reform des Kunstgewerbes und sahen sich in der Tradition des Handwerks, als Reaktion auf die seit der Mitte des 19. Jahrhunderts aufgekommene, schnelllebige Massenproduktion, die sich stilistisch dem Formenreichtum vergangener Epochen bediente. 

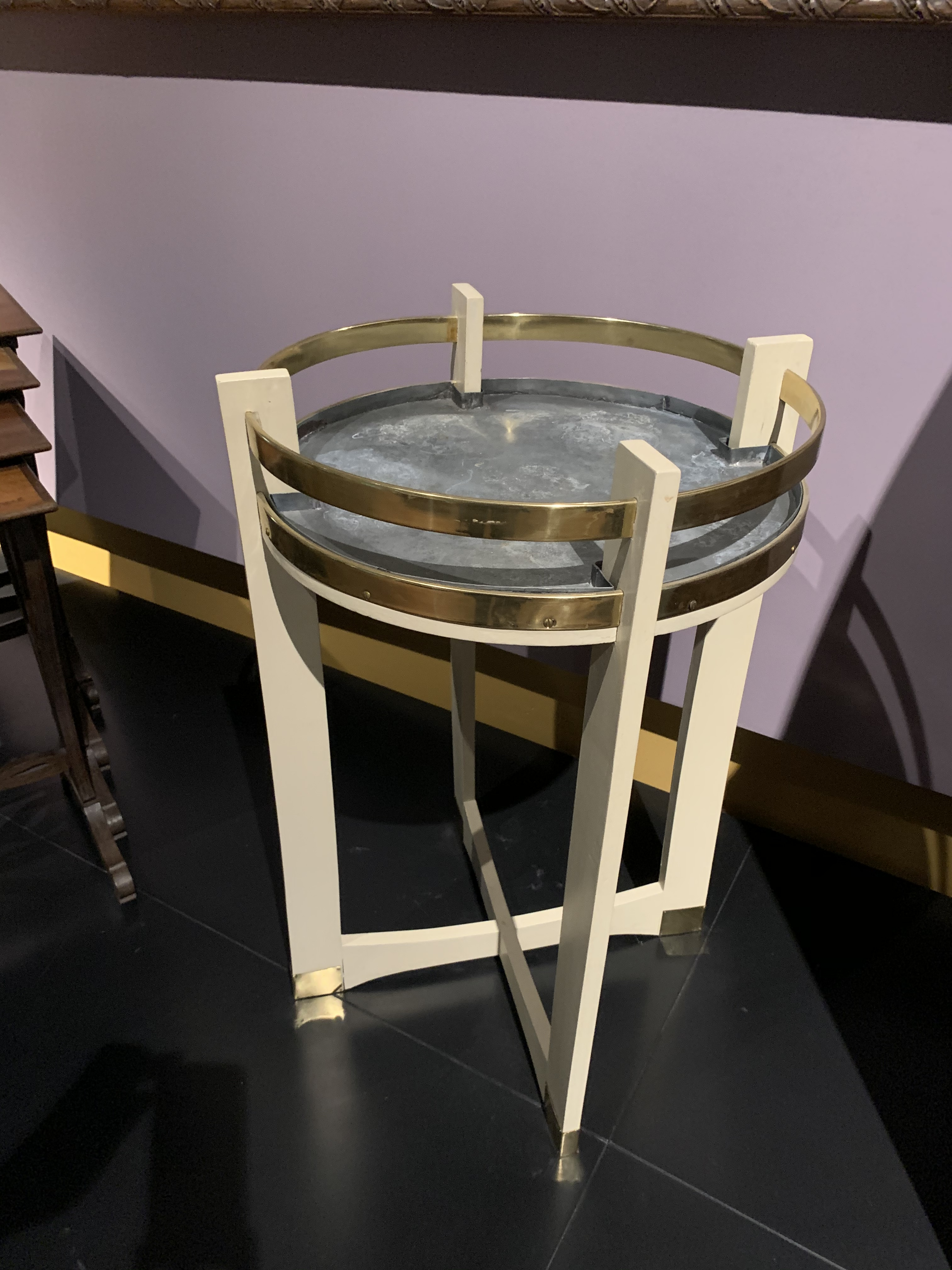
Blumentisch um 1903 von Gertrud Kleinhempel und Margarete Junge entworfen

 Um 1900 entstanden in Dresden kunstgewerbliche Unternehmen, die sich, im Gegensatz zu anderen eher elitären Werkstätten oder Künstlergemeinschaften, mit der Herstellung von schlichten und preiswerten Möbeln für einen großen Abnehmerkreis beschäftigten und damit beachtliche Ausstellungs- und Verkaufserfolge verzeichneten. Insbesondere bei den Werkstätten für deutschen Hausrat entwarf Gertrud Kleinhempel gemeinsam mit Margarete Junge fast alles was hergestellt wurde: Wohnzimmer, Esszimmer, Herrenzimmer, Schlafzimmer sowie komplette Wohnungseinrichtungen. Seit 1902 widmete sie sich auch Entwürfen für Kinderspielzeug aus Holz, das von verschiedenen sächsischen Herstellern, vor allem aber Theophil Müller ausgeführt wurde.
Neben ihrer Tätigkeit als Möbel-Designerin führte sie auch Aufträge für Metallarbeiten (Schmuck, Teile des Dresdner Ratssilbers) aus und entwarf Gläser, Spielzeug, Kacheln, Porzellan, Lampen, Textilien. Exlibris und Plakate.
Um 1900 bis ca. 1907 führte sie in Dresden-Striesen mit ihren Geschwistern Fritz und Erich Kleinhempel eine Privatschule für Kunstgewerbe. Gertrud Kleinhempel war auch die Tante des Designers und Zeichners Werner Kleinhempel (* 1899).
Von 1907 bis 1938 war sie Leiterin der Textilklasse an der Handwerker- und Kunstgewerbeschule Bielefeld. Sie war seit dem Gründungsjahr 1907 Mitglied im Deutschen Werkbund (DWB) und erhielt 1921 als eine der ersten Frauen in dieser Position in Preußen den Professorentitel. Zum 1. April 1938 trat sie in den Ruhestand und zog nach Althagen, heute einem Ortsteil von Ahrenshoop. Hier lebte die Ausnahmekünstlerin zurückgezogen in einem Büdnerhaus aus dem 18. Jahrhundert bis zu ihrem Tode 1948. Das ehemalige Wohnhaus ist aktuell vom Abriss bedroht.

## Ausstellungen (Auswahl)
- 1899/1900: Dresden, Volksthümliche Ausstellung für Haus und Herd. Zusammen mit Erich Kleinhempel: Entwurf für eine „Wohnungseinrichtung für den minderbemittelten Bürgerstand“, ausgezeichnet mit der Sächsischen Staatsmedaille.
- 1901: Dresden, Internationale Kunst-Ausstellung in Dresden
- 1902: Turin, Prima Esposizione Internazionale d’Arte Decorativa Moderna, Gestaltung von einem von vier Räumen der Dresdner Werkstätten
- 1903/1904: Ausstellung der Dresdner Werkstätten für Handwerkskunst
- 1905: Berlin, Wertheim-Ausstellung
- 1906: Dresden, Dritte Deutsche Kunstgewerbeausstellung Dresden
- 1910: Weltausstellung in Brüssel
- 1914: Köln, Werkbundausstellung, Gestaltung des Vorstandszimmers des Kölner Frauenclubs im „Hause der Frau“